# ザウテルヘビ
ザウテルヘビ（Hebius sauteri）は、有鱗目ナミヘビ科ヒバカリ属に分類されるヘビ。別名サウテルヘビ。

## 分布
台湾、中華人民共和国（重慶市、安徽省、雲南省、海南省、広東省、貴州省、江西省、湖南省、湖北省、四川省、福建省、広西チワン族自治区、香港）、ベトナム
模式標本の産地（模式産地）は甲仙埔（現台湾高雄市甲仙区）で、英名Kosempoの由来になっている。

## 形態
最大全長76センチメートル。胴体中央部の斜めに列になった背面の鱗の数（体列鱗数）は15。総排出口までの腹面にある幅の広い鱗の数（腹板数）は約130。総排出口から後部の鱗の数（尾下板数）は左右に78ずつ。体色は茶褐色や赤褐色で、黒い斑点が入る。体側面には赤い斑点が1列に並ぶ。腹面の鱗（腹板）は薄黄色で、両端に黒褐色の斑紋が入る。口角から頸部にかけて白い斑紋が入る。虹彩は橙色。
孵化直後の幼蛇は全長10センチメートル。

## 分類
属内ではヒバカリやミヤジマヒバァに近縁と考えられている。特にヒバカリとは形態が類似し、古くは記載前の亜種ダンジョヒバカリが本種と混同されたこともある。

## 生態
標高1200メートル以下の森林や農耕地などに生息し、林床の水たまりや渓流の周辺などのやや湿った環境を好む。主に薄明薄暮時に活動する。水中によく潜り、泳ぎも上手い。
食性は動物食で、カエルやその幼生、魚類、ミミズなどを食べる。
繁殖形態は卵生。5-6月に1回に5個の卵を産む。卵は約40日で孵化する。

## 人間との関係
種小名sauteriはHans Sauterへの献名で和名と同義。